# Удавленина
Уда́вленина (др.-греч. πνικτός; лат. suﬀocatis) — библейский термин, означающий трупное мясо животного, которое было умерщвлено удавлением. Отличием удавленины от мяса животного, которого зарезали, является сохранение в нём крови. Например, мясо зайца, погибшего в силке, является удавлениной. К удавленине относится и мясо животного, которое умерло без излития значительного объёма крови: было утоплено, или задохнулось без механического воздействия, или было убито электрическим током.

Любое мясо с кровью, в том числе и удавленина, нарушает шхиту и является некошерным (трефным) в иудаизме. В Книге Бытия есть прямой запрет на употребление удавленины: 
только плоти с душею ее, с кровью ее, не ешьте (Быт. 9:4)
Запрет на употребление мяса с кровью неоднократно повторяется в книгах Ветхого Завета: Лев. 3:17, Лев. 7:26, Лев. 17:10—14, Лев. 19:26, Втор. 12:16—23, Втор. 15:23, 1Цар. 14:33.

Сам термин «удавленина» отсутствует в книгах Ветхого Завета, он употреблён в двух местах Нового Завета, в книге Деяния святых апостолов: 
а написать им, чтобы они воздерживались от оскверненного идолами, от блуда, удавленины и крови, и чтобы не делали другим того, чего не хотят себе (Деян. 15:20—29)
об уверовавших язычниках мы писали, положив, чтобы они ничего такого не наблюдали, а только хранили себя от идоложертвенного, от крови, от удавленины и от блуда (Деян. 21:25)
Запрет на удавленину в христианстве возник следующим образом. Язычник Корнилий сотник уверовал в Иисуса Христа и был крещён апостолом Петром. До обращения Корнилия членами Христианской церкви были исключительно иудеи. Члены христианской общины продолжали соблюдать предписания Закона Моисея. После обращения Корнилия к христианской общине начали присоединяться и другие язычники и возник вопрос о том, должны ли язычники, перешедшие в Христианство, соблюдать все предписания Закона Моисея: обрезание, жертвоприношение животных в Иерусалимском храме, левират, а также множество религиозных обрядов, введённых книжниками и фарисеями в религиозную жизнь иудеев. Около 49 года в Иерусалиме был созван Собор, в котором приняли участие апостолы и на котором было принято решение о том, что для язычников, принявших крещение, достаточно воздержания от идоложертвенного, крови, удавленины и блуда, а также запрещалось верующим делать другим то, чего себе не желают. В дальнейшем крещённые иудеи перестали соблюдать закон Моисея, и что касается пищи, то они не стали ни в чём отличаться от христиан из язычников. Запрет на удавленину распространился на всех христиан.
Запреты на употребление удавленины и на употребление крови животных в пищу в христианстве сохранились, они совпадают с запретами в иудаизме и исламе на ядение мяса с кровью. Удавленина является частным случаем мертвечины. В мертвечине остаётся кровь животного, по этой причине она запрещена в христианстве.
Разрешение на вкушение удавленины для христиан в Римской церкви было одним из обвинений со стороны Константинопольской церкви во время раскола 1054 года и в последующее время.
Запрет на удавленину изложен в 63 правиле святых апостолов:
Аще кто епископ, или пресвитер, или диакон, или вообще из священнаго чина, будет ясти мясо в крови души его, или звероядину, или мертвечину: да будет извержен. Ибо сие закон запретил (Деян. 15, 29). Аще же сие соделает мирянин: да будет отлучен
Этот запрет со ссылкой на 63 правило повторён в 131 правиле Номоканона при Большом Потребнике:
Иже яст мертвечину, или зверохищное, сиречь волком снедомое, или птицею пораженное, сиречь, или от крагуя или от иныя птицы, или кровь, или удавленину, обретаемая в тенетах, или от тех, яже удавляют латини, священник убо извергается, мирский отлучается, по шестьдесят третьему правилу от святых апостолов, сиречь не причастится лета два, и канон